# USSD
| nom curt | USSD |

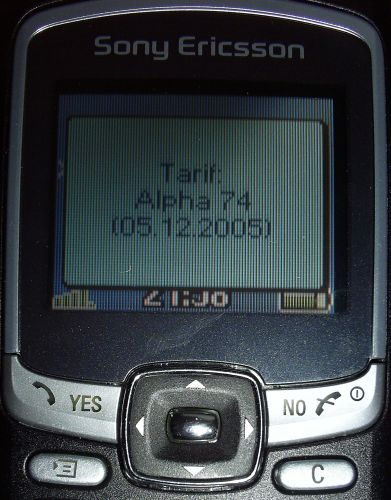
USSD en un Sony Ericsson T290i.

El USSD (acrònim de l'anglès Unstructured Supplementary Service Data,  "Servei Suplementari de Dades no Estructurades" ), de vegades anomenat Codis ràpids o Codis de funció, és un protocol per a l'enviament de dades a través demòbils GSM, similar al SMS. El servei USSD pot ser usat per a: la navegació WAP, el servei de devolució de trucada de prepagament, banca mòbil, elsserveis de continguts basats en la localització, els serveis d'informació basats en menús interactius, i com a part de la configuració del telèfon a la xarxa d'un Operador de telefonia mòbil.

## Diferències respecte a SMS
Els missatges USSD tenen fins 182 caràcters alfanumèrics de longitud. Tot i que el mecanisme de funcionament és molt similar al del Servei de missatges curts (SMS), els missatges USSD creen una connexió en temps real durant una sessió USSD. La connexió és oberta, permetent un intercanvi bidireccional d'una seqüència de dades. Això fa a l'USSD més sensible que els serveis que utilitzen SMS, ja que no disposa d'un Centre de Missatges (SMSC) intermedi (és a dir, que els missatges enviats no disposen de capacitat demagatzematge i reenviament , de manera que si no poden ser lliurats a l'instant, es descarten). Al saltar-se aquest pas intermedi d'emmagatzematge, els temps de resposta interactiva de serveis basats en USSD són generalment més ràpids que els utilitzats per SMS, pel que sol emprar-se per serveis de telefonia en temps real, i serveis de missatgeria instantània.
Emprant una analogia amb protocols de comunicacions d'Internet, el protocol USSD seria com el protocol telnet (perquè existeixi la comunicació, emissor i destinació han d'estar connectats a la xarxa al mateix temps), mentre que el SMS seria similar al correu electrònic (emissor i receptor fan servir un equip intermedi que emmagatzema les dades, de manera que no necessiten estar connectats a la xarxa al mateix temps, en el cas del correu electrònic es tractaria del servidor de correu, mentre que en el del SMS es tracta del SMSC).
Després d'introduir el codi USSD al terminal GSM, la resposta del servei sol arribar en pocs segons. Molts operadors filtren de manera automàtica els missatges, seleccionant si es transmeten mitjançant SMS o USSD segons el número d'abonat de destinació, de manera que l'ús d'un o altre mètode és transparent per a l'usuari.

## Especificacions tècniques
La majoria dels telèfons GSM tenen capacitat USSD. USSD s'associa generalment amb serveis de missatgeria instantània en temps real.
No té capacitat de magatzematge i reenviament, com és típic d'altres protocols de missatges curts com SMS al no disposar d'un SMSC a la ruta de processament.

### Format
Un missatge típic USSD comença amb un asterisc (*) seguit de dígits que comprenen ordres o dades. Es poden separar Grups de dígits per asteriscs addicionals. El missatge acaba amb un signe de nombre (#).
| Exemple de codis USSD |
| --------------------- |
| *101#                 |
| *139*1*1234567890#    |

### Etapes USSD
- Iniciat pel mòbil

L'etapa d'USSD coneguda com fase 1, definida en l'estàndard GSM 02.90, només suporta operacions de comunicació iniciades pel telèfon, anomenades operacions  pull  a la xarxa principal, el missatge es lliura a través MAP.
* USSD/PULL o USSD/P2P
* Quan l'usuari marca un codi, per exemple, * 123 # des d'un telèfon mòbil GSM.
- Iniciat per la xarxa

L'etapa d'USSD coneguda com Fase 2, definida en l'estàndard GSM 03.90, suporta operacions de comunicació iniciades tant pel telèfon com per la xarxa, anomenades operacions  pull  i  push . Després d'introduir un codi USSD en un telèfon GSM (pull), la resposta de l'operador de GSM es mostra al cap de pocs segons (push).
* USSD/PUSH o USSD/A2P
* Quan l'usuari rep un missatges Push de la xarxa; utilitzat principalment per a serveis de promoció.

## Aplicacions
El protocol USSD se sol utilitzar com una forma de cridar a altres serveis independents de recepció de trucades, que en estar disponibles permanentment no necessiten l'ús d'un SMSC intermedi, disminuint així els costos d'enviament i operació. Aquest és el cas per exemple dels serveis de devolució de trucades (usats sovint en programes d'estalvi en roaming), o de notícies interactives (com dades borsàries o notícies esportives).
Cada operador pot establir un o més serveis propis a través d'USSD. Per exemple, se sol emprar per realitzar peticions de saldo disponible, estat del compte i informació similar en els serveis GSM de prepagament.
USSD és la base d'alguns mètodes de pagament com SharEpay al sud d'Àfrica, Mobipay a Espanya, Paysa a l'Índia, Tpago a República Dominicana i Mpay a Polònia. Se sol emprar també en sistemes de missatgeria automatitzats, venda de politons, o consulta d'estat de línies d'autobús (com el servei de temps d'espera ofert per TMB a Barcelona).